# Хэй, Джейн Бенхэм
Джейн Бенхэм (англ. Jane Benham Hay; 1829, Лондон — 1904) — выдающаяся английская художница и иллюстратор викторианского периода. Она была связана с двумя важными художественными движениями середины XIX века: художниками-прерафаэлитами в Британии и маккиайоли в Италии.

## Биография
Джейн Бенхэм родилась в Лондоне в 1829 году в семье металлургов. Она поехала в Мюнхен в 1850 году с подругой Анной Мэри Ховитт (1824—1884). Вместе они надеялись заняться изучением рисунка и живописи, но после их приезда в Мюнхен стало ясно, что женщинам не разрешат учиться в Академии. Не испугавшись, они обратились к Вильгельму фон Каульбаху, тогдашнему директору Академии, и попросили разрешения на частное обучение в его студии. Джейн оставалась в Мюнхене до декабря 1850 года, когда она была вынуждена вернуться в Лондон. Анна Мария оставалась в Мюнхене два года, вернувшись в Лондон в 1852 году. Там она собрала свой дневник и личные письма в текст «Студент-художник в Мюнхене», который был опубликован в 1853 году и переиздан в 1880 году. В тексте она использует псевдоним Клэр.
Джейн вышла замуж за художника Уильяма Хэя в 1851 году, и в следующем году у них родился сын. Однако их брак продлился недолго, поскольку Джейн уехала из Лондона во Флоренцию в середине 1850-х годов. Примерно в то же время она познакомилась с Франческо Саверио Альтамура (род. 1822 или 1826 — умер в 1897 г.), художником, который был связан с художниками Маккиайоли из Тосканы, которые считаются итальянскими предшественниками импрессионистов. Альтамура прожил яркую жизнь и пристрастился к историческим и религиозным картинам. Они сбежали, и после того, как Альтамура бросил свою жену (известную греческую художницу Элени Букура-Альтамура) и их детей, они поженились, и у них родился сын Бернардо Хэй (1864—1934).
Джейн Бенхэм Хэй выставлялась в Королевской академии в 1848, 1849, 1859, 1861 и 1862 годах. Две ее работы 1859 года, " Англия и Италия " и «Портрет мальчика во флорентийском костюме», создали ей репутацию. Картина, написанная непосредственно перед объединением Италии, «Англия и Италия», была убедительным заявлением в пользу демократического объединения, а также убедительным произведением искусства. Джон Рёскин отметил, что обе работы были «мастерски законченными». хотя он не заботился о политическом подтексте. картина «Англия и Италия» исчезли через некоторое время после 1859 года и были обнаружены только в конце 1990-х годов.
В 1867 году Джейн Хэй добилась наибольшего профессионального успеха благодаря картине — «Флорентийская процессия», также известная как «Сожжение тщеславия», которая была выставлена Генри Уоллисом во Французской галерее в Лондоне. Эта картина сейчас находится в коллекции Хомертон-колледжа в Кембридже.
Более поздняя ее жизнь плохо задокументирована, и точная дата ее смерти неизвестна.

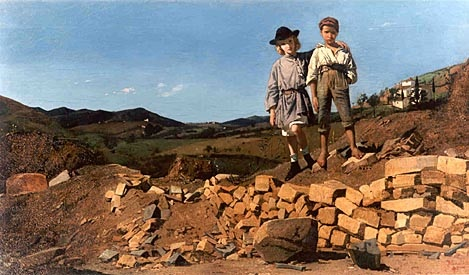
Джейн Бенхэм Хэй, Англия и Италия, холст, масло, 1859 г.

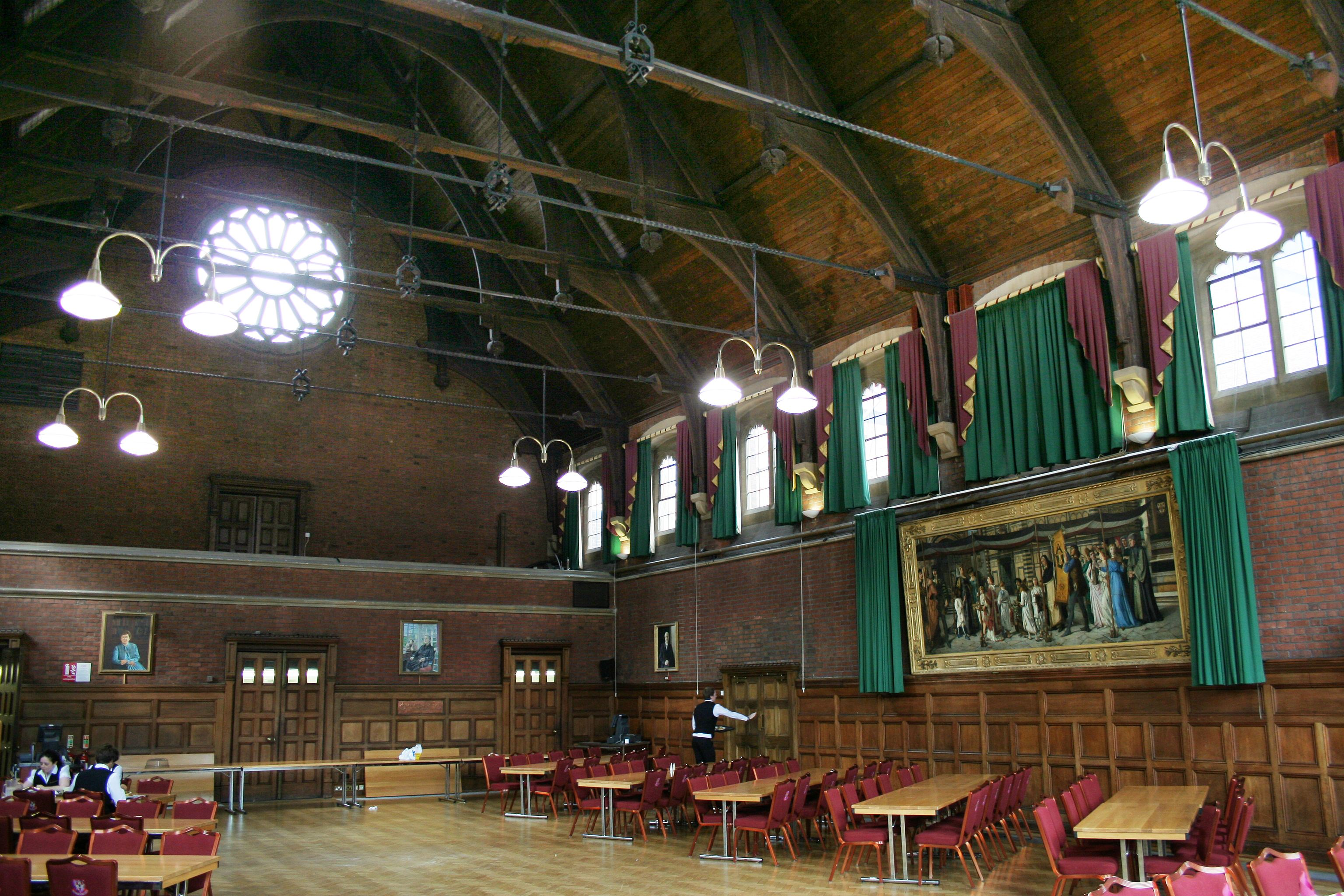
Сожжение тщеславия (справа) в столовой Хомертон-колледжа